# Nyarlathotep
Nyarlathotep , surnommé le Chaos rampant (The Crawling Chaos), est une entité cosmique inventée par l'écrivain américain H. P. Lovecraft dans le poème en prose Nyarlathotep (1920).
Âme et messager des Autres Dieux (Other Gods), de puissantes créatures aux desseins impénétrables, Nyarlathotep apparaît sous diverses formes dans d'autres récits de Lovecraft, puis dans plusieurs nouvelles et romans rattachés au Mythe de Cthulhu, ensemble de textes littéraires rédigés par des continuateurs de l'œuvre lovecraftienne, et notamment par l'écrivain Robert Bloch.

## Fictions et poèmes de Lovecraft

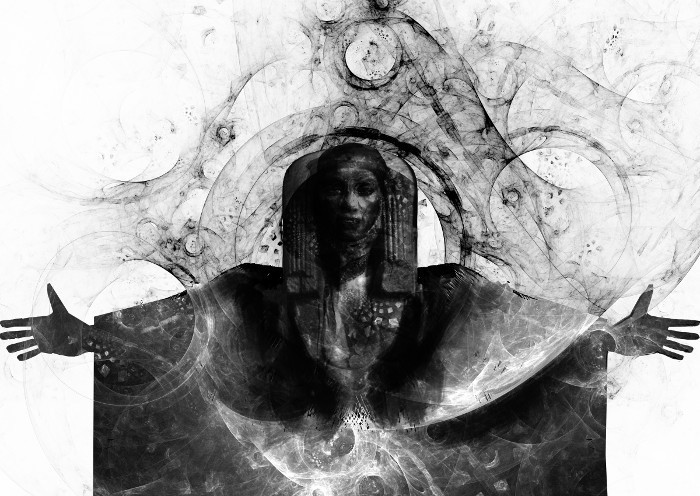
Nyarlathotep sous sa forme de pharaon dans La Quête onirique de Kadath l'inconnue.
Illustration de Katharsisdrill.

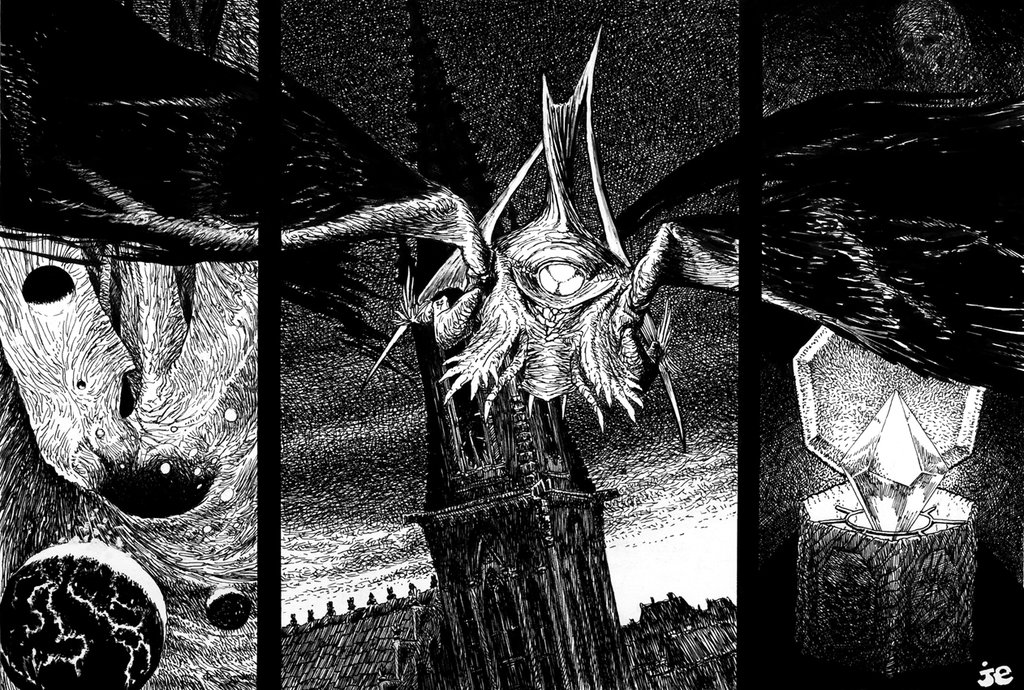
L'avatar ailé de Nyarlathotep, tel qu'il apparaît dans Celui qui hantait les ténèbres.
Illustration d'Ernő Juhász.

Nyarlathotep, surnommé « le Chaos Rampant », est à la fois le messager, le cœur et l'âme des Autres Dieux (Other Gods).
Dans le poème en prose Nyarlathotep (écrit en novembre ou décembre 1920 puis publié dans le fanzine The United Amateur daté de novembre 1920 mais édité au moins deux mois plus tard), il est représenté comme un homme au teint bistre affirmant être sorti des ombres antiques des pyramides égyptiennes. Nyarlathotep voyage de ville en ville afin de dispenser un savoir impie qui dépasse l'être humain et conduit des villes entières à la folie, symbolisant ainsi l'horreur cosmique. Cet être est également mentionné dans les sonnets Fungi de Yuggoth composés par Lovecraft. 
Dans La Quête onirique de Kadath l'inconnue (The Dream-Quest of Unknown Kadath, 1927), Nyarlathotep apparaît sous les traits d'un pharaon majestueux qui prétend pouvoir revêtir un millier de formes différentes. On découvre également qu'il est au service des Autres Dieux, dont il prétend accomplir les desseins, et qu'il peut se déplacer quasiment à sa guise sur la Terre et dans les Contrées du Rêve. 
L'Homme noir préside diverses cérémonies auxquelles se livre la sorcière Keziah Mason dans la nouvelle La Maison de la sorcière (The Dreams in the Witch House, 1933). L'apparence de Nyarlathotep emprunte ici aux thèmes traditionnels du sabbat démoniaque.
Robert Blake, le protagoniste de la nouvelle Celui qui hantait les ténèbres (1936), évoque un avatar de Nyarlathotep réfugié dans l'église abandonnée de Federal Hill à Providence. Cette gigantesque entité noire, munie d'ailes et d'un œil trilobé brûlant, ne supporte aucune lumière.

### Inspiration

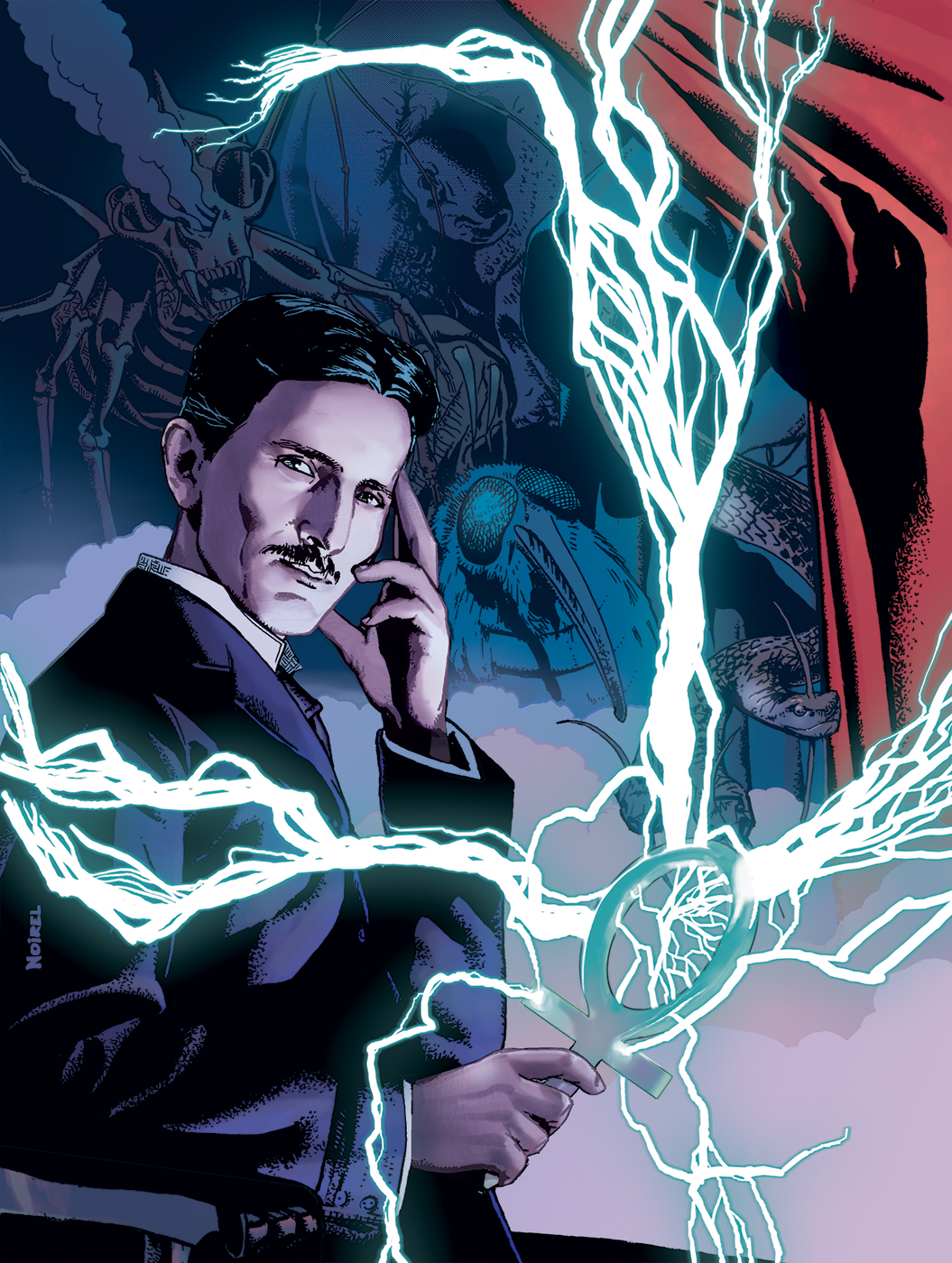
Nyarlathotep représenté sous les traits de Nikola Tesla. Image promotionnelle de Julien Noirel pour l'adaptation en bande dessinée du poème en prose Nyarlathotep (1920) de Howard Phillips Lovecraft.

Dans une lettre de 1921 adressée à Reinhardt Kleiner, Howard Phillips Lovecraft relie le rêve qu'il a fait — décrit comme « le [cauchemar le] plus réaliste et horrible que j'ai fait depuis l'âge de dix ans » — à son poème en prose Nyarlathotep (1920). 
Dans son rêve, il reçoit une lettre de son ami Samuel Loveman qui dit : « Ne manquez pas d'aller voir Nyarlathotep s'il vient à Providence. Il est horrible - horrible au-delà de tout ce que vous pouvez imaginer - mais merveilleux. Il vous hante des heures durant. Je frissonne toujours à ce qu'il m'a montré. »

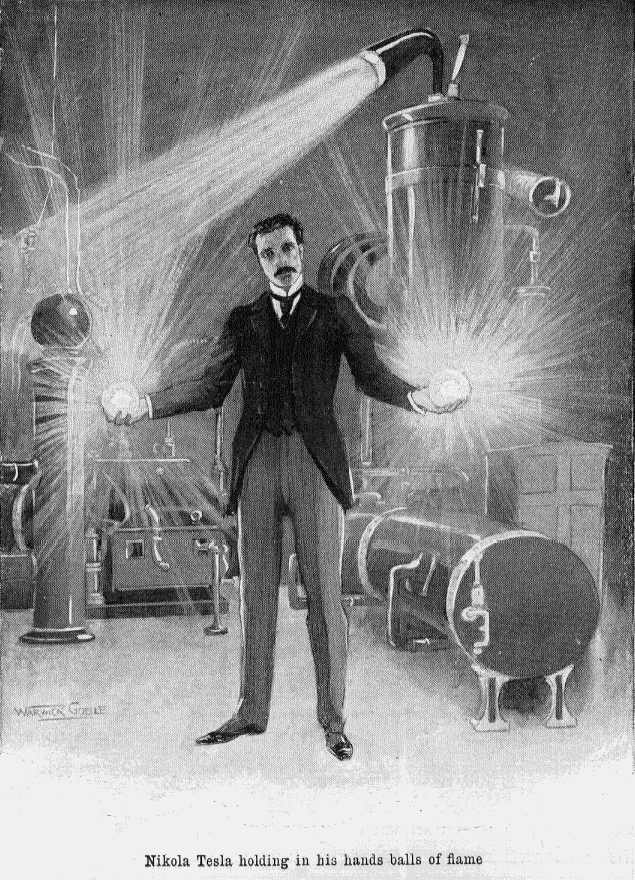
Nikola Tesla tenant des lampes sphériques à plasma, illustration de Warwick Goble, Pearson's Magazine, mai 1899.

Dans sa lettre à Kleiner, Lovecraft commente : 

« Je n'avais jamais entendu le nom Nyarlathotep avant, mais avais semblé comprendre l'allusion. Nyarlathotep était un genre de forain ou conférencier ambulant qui se produisait en public et ses expositions éveillaient des discussions et de la peur. Ces exhibitions étaient composées de deux parties : d'abord, une horrible et probablement prophétique bobine de cinéma ; et plus tard quelques expériences extraordinaires avec des appareils scientifiques et électriques. Quand j'ai reçu la lettre, j'ai semblé me rappeler que Nyarlathotep était déjà à Providence.... J'ai semblé me rappeler que des personnes m'avaient chuchoté dans la crainte ses horreurs, et m'avaient averti de ne pas aller le voir. Mais la lettre rêvée de Loveman m'a décidé.... Quand je suis sorti de la maison, j'ai vu la rue remplie d'hommes marchant lourdement dans la nuit, tout en chuchotant apeurés et se rendant au même endroit. Je suis allé avec eux, effrayé et pourtant désireux de voir et d'entendre le grand, l'obscur, l'inexprimable Nyarlathotep. »

— H. P. Lovecraft
L'exégète lovecraftien Will Murray suggère que cette image de Nyarlathotep a pu être inspirée par l'inventeur Nikola Tesla, dont les nombreuses conférences ont impliqué des expériences extraordinaires avec des appareils électriques, et que beaucoup décrivent comme un sinistre personnage. 
Autre exégète de Lovecraft, Robert M. Price pense que le nom Nyarlathotep a pu être inconsciemment suggéré à Lovecraft par deux noms de Lord Dunsany, un auteur qu'il a beaucoup admiré : Alhireth-Hotep, un faux prophète dans The Gods of Pegana, et Mynarthitep, un dieu décrit comme « fâché » dans The Sorrow of Search.

## Autres médias

### Jeux vidéo
Nyarlathotep est le boss final de Dusk.

### Jeux de rôle

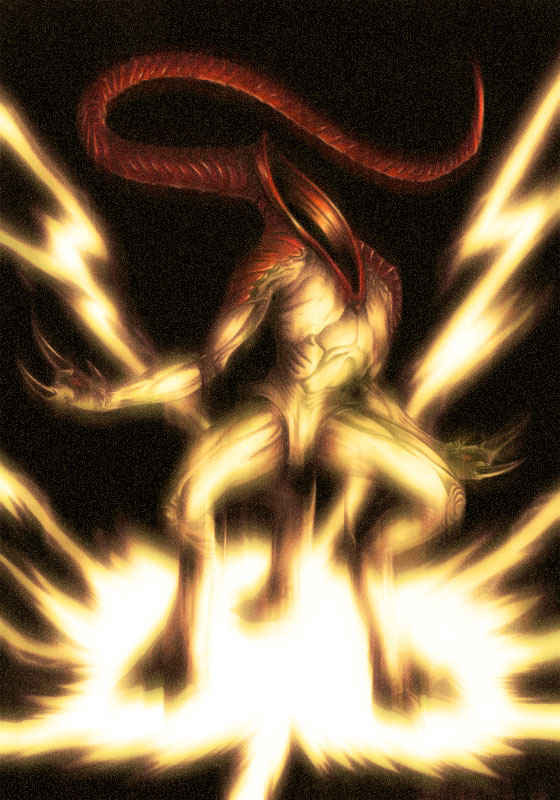
Nyarlathotep tel qu'il apparaît dans le jeu de rôle L'Appel de Cthulhu.
Illustration de Mario Zuccarello.

Dans le jeu de rôle L'Appel de Cthulhu, Nyarlathotep figure parmi les « Dieux extérieurs », conjointement avec Azathoth, Yog-Sothoth et Shub-Niggurath.
Bien qu'il apparaisse sous diverses formes dans ce jeu, son avatar le plus représenté consiste en un énorme monstre à trois pattes, qui hurle à la lune. Sa tête constituée d'un tentacule s'inspire vraisemblablement de l'avatar du Howler in the Night, décrit dans la nouvelle L'Habitant de l'ombre d'August Derleth, entre autres influences,.
La campagne Les Masques de Nyarlathotep prend pour thème les complots du Dieu extérieur, mettant en scène plusieurs avatars de Nyarlathotep : la Chauve-Souris des Sables (adorée en Australie), la Femme Boursouflée (adorée en Asie), le Pharaon Noir (adoré en Égypte et à moindre échelle en Angleterre) et la Langue Sanglante (adorée au Kenya et par quelques sectateurs de New York).
Nyarlathotep contrôle de nombreux serviteurs tels que les Shantaks et les Horreurs Chasseresses. De plus, il n'est que rarement adoré pour lui-même ; toutes les invocations des dieux mentionnent son nom car il est leur messager. Les Shaans ou Insectes de Shaggai sont notamment connus pour adorer Nyarlathotep.

## Sources primaires

### Littérature

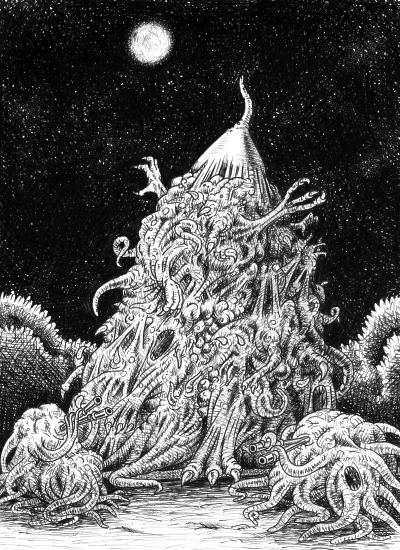
Nyarlathotep tel qu'il apparaît dans L'Habitant de l'ombre (The Dweller in Darkness, 1944), nouvelle d'August Derleth.

- Howard Phillips Lovecraft, Nyarlathotep, novembre (?) 1920.
- Howard Phillips Lovecraft, La Quête onirique de Kadath l'inconnue (The Dream Quest of Unknow Kadath, 1927).
- Howard Phillips Lovecraft, La Maison de la sorcière (The Dreams in the Witch-House, 1932).
- Howard Phillips Lovecraft, Celui qui hantait les ténèbres (The Haunter of the Dark, 1935).
- Robert Bloch, Le Démon noir (The Dark Demon, 1936).
- Robert Bloch, Le Dieu sans visage (The Faceless God, 1936).
- Robert Bloch, Le Sanctuaire du Pharaon Noir (Fane of the Black Pharaoh, 1937).
- Robert Bloch, L'Ombre du clocher (The Shadow From the Steeple, 1950).
- Robert Bloch (trad. François Truchaud), Retour à Arkham [« Strange Eons »], Paris, Nouvelles Éditions Oswald, coll. « Série Fantastique, science-fiction, aventure » (no 22), 1980, 238 p. (ISBN 2-7304-0070-2, présentation en ligne sur le site NooSFere).
- August Derleth, L'Habitant de l'ombre (The Dweller in Darkness, 1944).
- W. H. Pugmire, The Strange Dark One : Tales of Nyarlathotep, Miskatonic River Press, 2012, 162 p.

#### Anthologies
- (en) Robert M. Price ( éd.), The Nyarlathotep Cycle : Stories About the God of a Thousand Forms, Oakland, Chaosium, coll. « Call of Cthulhu Fiction », 1997, 256 p. (ISBN 1-56882-200-6)Traduction française : Robert M. Price ( éd.) (trad. Éric Holweck), Le cycle de Nyarlathotep : nouvelles fantastiques [« The Nyarlathotep Cycle : Stories About the God of a Thousand Forms »], Montigny-les-Metz, Oriflam, coll. « Nocturnes », 1998, 281 p. (ISBN 2-906897-92-2, présentation en ligne sur le site NooSFere).
- Robert Bloch (trad. Philippe Poirier), Les mystères du ver : nouvelles fantastiques [« Mysteries of the Worm »], Montigny-les-Metz, Oriflam, coll. « Nocturnes », 1998, 303 p. (ISBN 2-906897-84-1, présentation en ligne sur le site NooSFere).

### Jeux de rôle
- Larry DiTillio et Lynn Willis (trad. Pascale Barettapiana, ill. Thomas B. Sullivan), Les Masques de Nyarlathotep [« Masks of Nyarlathotep »], Jeux Descartes, coll. « L'Appel de Cthulhu », 1984, 1re éd., 132 p. (présentation en ligne).
- Sandy Petersen et Lynn Willis (trad. Denise Causse, ill. Thomas B. Sullivan, Lisa A. Free, Ron Leming), Les Monstres de Cthulhu [« S. Petersen's Field Guide to Cthulhu Monsters »], Jeux Descartes, coll. « L'Appel de Cthulhu », 1988, 64 p. (ISBN 2-904783-67-9, présentation en ligne), p. 48-49.
- (en) Scott David Aniolowski (ill. Lee Gibbons, Paul Carrick, Earl Geier, Rodell Sanford, et al.), The Creature Companion : A Core Game Book for Keepers, Oakland (Californie), Chaosium, coll. « L'Appel de Cthulhu », 1998, 110 p. (ISBN 978-1-56882-133-7, présentation en ligne).

### Bandes dessinées

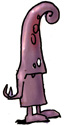
Nyarly, version humoristique de Nyarlathotep figurant dans la bande dessinée en ligne Unspeakable Vault (of Doom).

- (en) Ron Goulart (scénario, d'après la nouvelle Celui qui hante les ténèbres de H. P. Lovecraft), Gene Colan (dessin), Dan Adkins (encrage), « The Haunter of the Dark », Journey into Mystery, vol. 2, n°4, Marvel Comics Group, avril 1973[16].
- (en) Ron Goulart (scénario, d'après la nouvelle L'ombre du clocher de Robert Bloch), Rich Buckler (dessin), Frank Giacoia (encrage), « The Shadow From the Steeple », Journey into Mystery, vol. 2, no 5, Marvel Comics Group, juin 1973.
- Rotomago (adaptation, découpage & lettrage) et Julien Noirel (dessins & couleurs, d'après le poème en prose Nyarlathotep de H. P. Lovecraft) (trad. de l'anglais), Nyarlathotep, Paris, Akiléos, 2007, 53 p. (ISBN 978-2-915168-53-2, présentation en ligne).
- (en) Jason Bradley Thompson (adaptation et dessin, d'après la nouvelle La Quête onirique de Kadath l'inconnue de H. P. Lovecraft), The Dream-Quest of Unknown Kadath and Other Stories, Mock Man Press, 2012, 184 p. (ISBN 978-0-9839893-0-1, présentation en ligne).
- Ian Culbard (adaptation et dessin, d'après la nouvelle La Quête onirique de Kadath l'inconnue de H. P. Lovecraft), La quête onirique de Kadath l'inconnue, Talence, Akiléos, 2015, 158 p. (ISBN 978-2-35574-168-5).

### Traduction
1. ↑  (en) « I had never heard the name NYARLATHOTEP before, but seemed to understand the allusion. Nyarlathotep was a kind of itinerant showman or lecturer who held forth in public halls and aroused widespread fear and discussion with his exhibitions. These exhibitions consisted of two parts — first, a horrible — possibly prophetic — cinema reel; and later some extraordinary experiments with scientific and electrical apparatus. As I received the letter, I seemed to recall that Nyarlathotep was already in Providence.... I seemed to remember that persons had whispered to me in awe of his horrors, and warned me not to go near him. But Loveman's dream letter decided me.... As I left the house I saw throngs of men plodding through the night, all whispering affrightedly and bound in one direction. I fell in with them, afraid yet eager to see and hear the great, the obscure, the unutterable Nyarlathotep. »